# Xanthosomodes
Xanthosomodes is een geslacht van vliesvleugeligen uit de familie Eurytomidae. De wetenschappelijke naam van dit geslacht is voor het eerst geldig gepubliceerd in 1913 door Brèthes.

## Soorten
Het geslacht Xanthosomodes is monotypisch en omvat slechts de volgende soort:
- Xanthosomodes albiangulatus Brèthes, 1913